# Barraca XXXIV (Aiguamúrcia)
La Barraca XXXIV és una obra d'Aiguamúrcia (Alt Camp) inclosa a l'Inventari del Patrimoni Arquitectònic de Catalunya.

## Descripció
És un aixopluc inserit en un marge. Té una fondària interior de 1'23m i un amplada de 2'80m amb una alçada de 2'47m.
Està cobert amb una falsa cúpula que tanca amb un nus.
En el seu interior hi podrem veure una menjadora, aquest fet junt a les seves reduïdes dimensions ens dona a entendre que és essencialment un aixopluc per a l'animal sigui la mula o la sumera.
La singularitat d'aquesta construcció és precisament la de ser un aixopluc per l'animal inserit en un marge. Característica ben poc usual.